# Herbert Márquez
Herbert Andrés Márquez Noriega (Puerto La Cruz, Venezuela, 30 de noviembre de 1964) es un exfutbolista venezolano. Durante su carrera solía jugar como delantero.

## Carrera
Pese a haber nacido en el seno de una familia beisbolera, Márquez tuvo desde tempana edad una marcada inclinación hacia el fútbol, disciplina en la que se caracterizó por ser uno de los mejores cabeceadores del país en su tiempo, a lo que ayudaba su alta estatura, siendo también fuerte físicamente y hábil en las llegadas.

### Clubes
En 1985 integró un equipo de su ciudad natal que jugó contra el Deportivo Portugués, equipo de la Primera División, en un partido informal de exhibición, coloquialmente conocido como «caimanera». El director técnico del Portugués, Rafael Santana, notó sus habilidades en dicho encuentro y lo fichó formalmente para su equipo. Durante esa temporada, Márquez fue el líder goleador de su equipo, con 11 anotaciones.
En 1986 fue transferido al Marítimo de Venezuela, con el que jugó por toda la temporada. Dado que el equipo era asociado al Marítimo de Portugal, Márquez fue transferido al club europeo en 1987, siendo uno de los primeros venezolanos en ser cedidos a un club europeo. Con este último equipo jugó seis partidos de la Primeira Divisão 1987-88.
Luego de ello, regresó al Marítimo de Venezuela, donde ganó dos ediciones de la Copa Venezuela de manera consecutiva, y fue el máximo goleador de la temporada 1989-1990 con 19 tantos. Tras esa campaña fue cedido al Deportivo Táchira, donde jugó la siguiente edición, y siendo después transferido al UD Lara. En 1992 militó en el Anzoátegui Fútbol Club, retornando una vez más al Marítimo de Venezuela para la temporada temporada 1992-1993. En esa ocasión marcó 21 goles, siendo otra vez el máximo anotador de la liga. Años más tarde jugó en las filas del Carabobo. Cerraría su carrera futbolística en el Deportivo Italchacao, en la temporada 1997-98.

### Selección nacional
Márquez debutó en la selección nacional de Venezuela en un partido amistoso ante Bolivia el 25 de febrero de 1985. El 26 de mayo siguiente anotó un gol ante Argentina, en el partido inaugural de las clasificatorias al Mundial de 1986. Fue parte de la escuadra venezolana convocada para la Copa América 1987, jugando de sustituto ante Brasil y siendo titular ante Chile.
Anotó su segundo gol con la «Vinotinto» en 1989 en un amistoso ante Paraguay. Ese mismo año volvió a integrar la nómina venezolana para la Copa América 1989, jugando los cuatro partidos, dos de los cuales entrando como sustituto.
Luego del certamen, Márquez se ausentó de la selección por espacio de cinco años. Su partido de despedida fue durante un amistoso ante Colombia en 1994. En total, jugó 17 partidos con la selección de mayores.

## Palmarés

### Campeonatos nacionales
| Título                        | Club     | País      | Año     |
| ----------------------------- | -------- | --------- | ------- |
| Primera División de Venezuela | Marítimo | Venezuela | 1986-87 |
| Primera División de Venezuela | Marítimo | Venezuela | 1987-88 |
| Copa Venezuela                | Marítimo | Venezuela | 1988    |
| Copa Venezuela                | Marítimo | Venezuela | 1989    |
| Primera División de Venezuela | Marítimo | Venezuela | 1989-90 |
| Primera División de Venezuela | Marítimo | Venezuela | 1992-93 |

### Distinciones individuales
| Distinción                             | País      | Año     |
| -------------------------------------- | --------- | ------- |
| Máximo goleador de la Primera División | Venezuela | 1989-90 |
| Máximo goleador de la Primera División | Venezuela | 1992-93 |